# Mannheim Hauptbahnhof
Mannheim Hauptbahnhof – główna stacja kolejowa w Mannheimie, w kraju związkowym Badenia-Wirtembergia, w Niemczech. Obsługuje dziennie około 76 tys. pasażerów.
Pociągi kursujące przez Mannheim są obsługiwane głównie przez Deutsche Bahn ze spółkami zależnymi, takimi jak DB Fernverkehr lub DB Regio. Ponadto zatrzymują się tu pociągi TGV na kursujące trasach Frankfurt nad Menem – Paris-Est i Frankfurt nad Menem – Marsylia. Ponadto do Amsterdamu, Mediolanu, Zurychu, Churu, Berna, Klagenfurtu, Grazu oraz Interlaken Ost można dojechać bez przesiadek, głównie pociągami Szwajcarskich Kolei Federalnych oraz ICE. Ponadto sąsiedni dworzec autobusowy oferuje dalekobieżne połączenia autobusowe z wieloma miastami Europy Wschodniej, m.in. Pragą, Zagrzebiem czy Kijowem.
Jest to najczęściej odwiedzany węzeł autobusowy i kolejowy lokalnego transportu publicznego w Verkehrsverbund Rhein-Neckar (VRN).